# 657

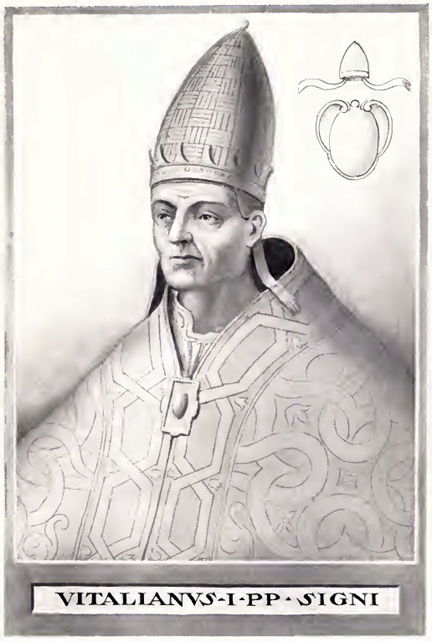
Paus Vitalianus (657 - 672)

Het jaar 657 is het 57e jaar in de 7e eeuw volgens de christelijke jaartelling.

## Gebeurtenissen

### Europa
- Koning Clovis II van Neustrië laat hofmeier Grimoald I gevangennemen en veroordeelt hem ter dood vanwege de verbanning van Dagobert II (zie: 656). Zijn zoon Childebert de Geadopteerde wordt heerser over Austrasië.
- Clovis II sterft een vroegtijdige dood (nauwelijks 20 jaar oud) en wordt opgevolgd door zijn oudste zoon Chlotharius III. Vanwege zijn jonge leeftijd regeert zijn moeder Bathildis als regentes over Neustrië en Bourgondië.

### Arabische Rijk
- Moe'awija, gouverneur van Damascus (Syrië), wil de moord van Oethman ibn Affan wreken en verzet zich openlijk tegen het Rashidun-kalifaat. Hij komt in opstand tegen kalief Ali ibn Aboe Talib en verklaart hem de oorlog.
- De kharidjieten zijn de eerste afsplitsing in de islam. (waarschijnlijke datum)

### Azië
- Keizer Tang Gaozong van de Tang-dynastie valt met een Chinees expeditieleger Oost-Turkestan (huidige Xinjiang) binnen en probeert het gebied te annexeren.

## Religie
- 2 juni - Paus Eugenius I overlijdt in Rome na een 2½-jarig pontificaat. Hij wordt opgevolgd door Vitalianus als de 76e paus van de Katholieke Kerk.
- Hilda, Brits abdis, sticht Whitby Abbey in North Yorkshire (Engeland). De benedictijnse abdij wordt een centrum van geleerdheid en dichtkunst.

## Overleden
- Clovis II, koning van Neustrië en Bourgondië (waarschijnlijke datum)
- 2 juni - Eugenius I, paus van de Katholieke Kerk
- Grimoald I, hofmeier van Austrasië (waarschijnlijke datum)
- Livinus van Gent, Iers missionaris (waarschijnlijke datum)